# Regione del Kunene
La regione del Kunene (o Cunene) è una regione amm della Namibia con capoluogo Opuwo di 68 735 abitanti al censimento 2001. Il 25% della popolazione vive in aree urbane mentre il rimanente 75% in aree rurali. Prende il nome dal fiume Kunene.
È situato nella parte nord occidentale del paese.

## Società

### Lingue e dialetti
La popolazione è divisa in tre gruppi linguistici non principali : il 42% parla l'Otjiherero, il 36% il damara

## Geografia antropica

### Suddivisioni amministrative
La regione è suddivisa in 6 distretti elettorali:
- Epupa
- Opuwo
- Outjo
- Khorixas
- Kamanjab
- Sesfontein